# Pierre Joubert (vigneron)
Pour les articles homonymes, voir Pierre Joubert et Joubert.

Logo de la famille Joubert

Pierre Joubert est un viticulteur huguenot né à La Motte-d'Aigues en 1664, mort en 1732.

## Biographie
Après la révocation de l'édit de Nantes, Pierre Joubert s'exile à l'âge de 24 ans, il part de La Motte-d'Aigues pour parvenir à Rotterdam, aux Pays-Bas. À cette occasion, il fait sortir de France une bible dans une miche de pain, visible dans le musée français d'Afrique du Sud. 
Les Néerlandais lui proposent de partir s'installer dans la communauté de réfugiés huguenots  d'Afrique du Sud, des viticulteurs sur qui les commerçants hollandais comptent pour approvisionner en vin leurs clients dans l'océan indien. Il reçoit même 28,20 livres du "bavarian fund" pour s'installer.
Il quitte la Hollande en mars 1688 à bord du Montagne de Chine (Berg China), navire de la Compagnie néerlandaise des Indes orientales pour parvenir après trois mois et demi de voyage, le 4 août 1688, à la Montagne de la Table près de laquelle il fonde le village de Provence puis celui de Lamotte, avant de reprendre en 1700 celui de Bellingham, puis en 1709 celui de La Roque et un peu plus tard le domaine de L'Ormarins, créé par Jean Roy, autre huguenot venu du Luberon et qui sera racheté plus tard par le milliardaire Anton Rupert.
Il a perdu sa femme Suzanne Reyne au cours de la traversée, qui fait 19 morts, et épouse une bretonne de 20 ans, Isabeau Richard, qui vient elle de perdre son mari. Le couple aura six fils et cinq filles, l'un d'eux sera le grand-père du général boer Petrus Jacob Joubert, qui sera ministre de la justice du Transvaal, l'un des premiers actionnaires de mines d'or et candidat à la présidence de la République, battu par Paul Kruger.
Les domaines sont rapidement revendus au négociant Gabriel Dutoit mais c'est un arrière-petit-fils, Gideon Joubert, qui l'a racheté en 1915. Pierre Joubert a laissé une correspondance des Drakenstein.